# Opleidingsinrichting voor Socialen Arbeid
De Opleidingsinrichting voor Socialen Arbeid was een Amsterdamse school voor de beroepsopleiding sociaal werk. De school werd opgericht in 1899 en is de op één na oudste school ter wereld die deze beroepsopleiding aanbood. In 1903 werd de naam gewijzigd in School voor Maatschappelijk Werk.
De opleiding werd geïnitieerd door sociaal werkster Marie Muller-Lulofs in samenwerking met sociaal werkster Helene Mercier en politicus Arnold Kerdijk.
In 1959 werd de naam opnieuw gewijzigd en kreeg het de naam Sociale Academie 'De Karthuizer'. Na onderwijshervormingen in de jaren tachtig van de twintigste eeuw werd de opleiding in 1987 opgenomen binnen de faculteit Sociaal-Agogische Opleidingen van de Hogeschool van Amsterdam en hield de school op te bestaan.

## Geschiedenis

### Oprichting
Marie Muller-Lulofs had in Utrecht de Vereniging tot Verbetering van de Armenzorg opgericht. Zij was van mening dat er meer nodig was dan de liefdadigheid van vrijwilligers om mensen in armoede te helpen. Haar werkwijze was geïnspireerd op het Amerikaanse concept van scientific philantropy, waarbij ook kennis van recht, economie, sociologie, pedagogiek en geschiedenis centraal stonden. Daarnaast werd ze geïnspireerd door het Women’s University Settlement uit Londen en het Duitse Elberfelder stelsel. Volgens Muller-Lulofs was het noodzakelijk dat de vrijwilligers geschoold werden om "gruwelijk dilettantisme" tegen te gaan dat vaak zorgde voor onherstelbare schade.
Voor de oprichting van de beroepsopleiding werd zij bijgestaan door sociaal werker Helene Mercier en politicus Arnold Kerdijk. De leerlingen die de opleiding tot sociaal werker zouden volgen, waren volgens Muller-Lulofs vooral vrouwen. De school stond open voor mannelijke leerlingen, maar Muller-Lulofs kon het zich niet voorstellen dat mannen de opleiding tot sociaal werk tot hun levenswerk zouden maken.
Aanvankelijk had Muller-Lulofs het idee een internaat te stichten in een volksbuurt, zodat de leerlingen in direct contact zouden komen met de aldaar wonende arbeiders, net zoals bij de Women’s University Settlement uit Londen. Onder meer Mercier was tegen dit plan, aangezien ze van mening was dat de, voornamelijk vrouwelijke, studenten te veel in een afgesloten kring zouden leven. Overwogen werd een eenvoudige ruimte te huren in de Jordaan, maar dit was financieel niet haalbaar. In het verenigingsgebouw van de vereniging Ons Huis aan de Rozenstraat, dat geleid werd door onder meer Mercier, werd vervolgens een ruimte aangeboden waar de lessen gegeven konden worden. De eerste directrice van de school was Elisabeth Boissevain.

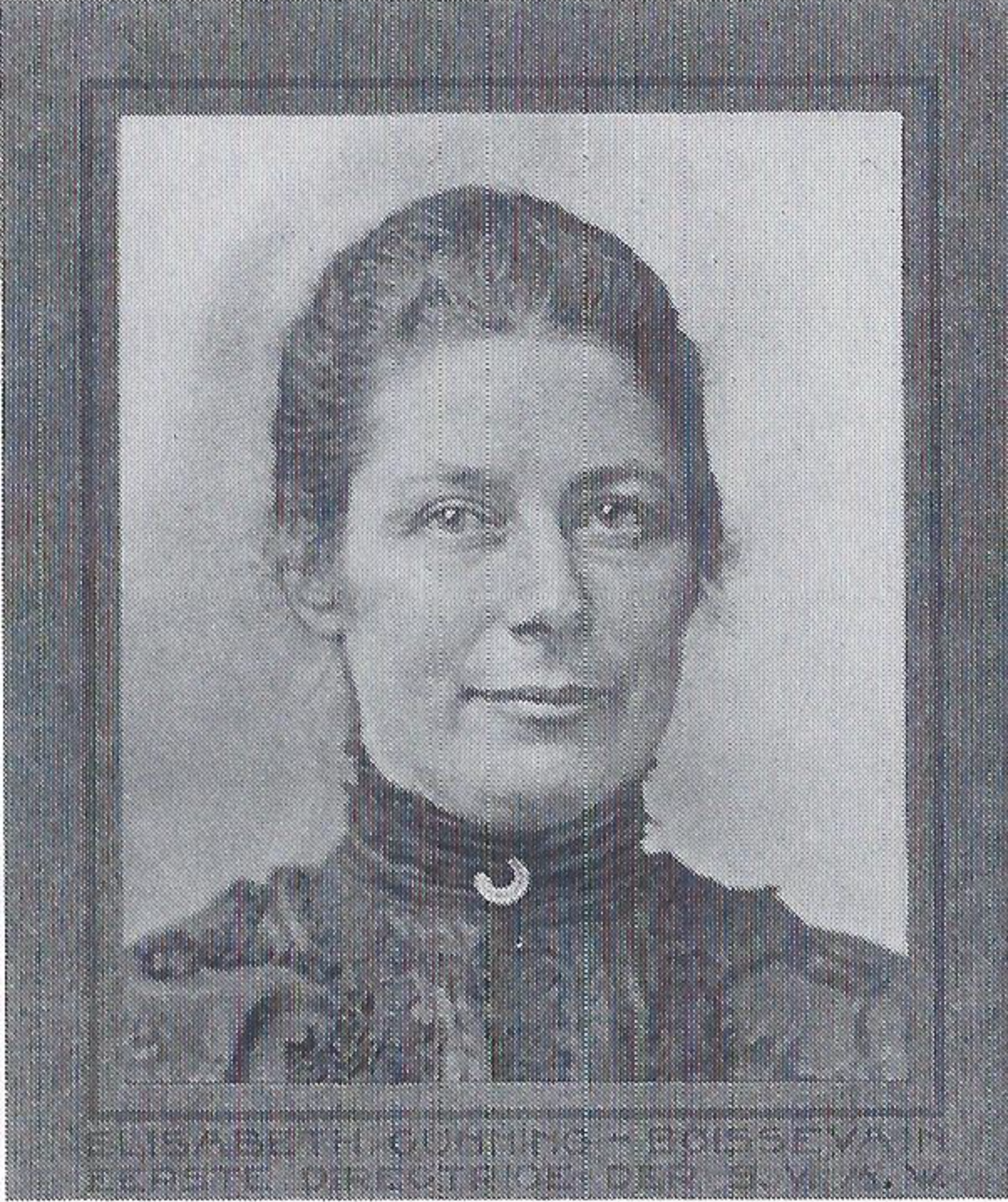
Elisabeth Gunning-Boissevain (1864-1906), de eerste directrice.

### Opleiding
In het Sociaal Weekblad van 22 april 1899 schreef Kerdijk:
"De waarheid is dat ook voor socialen arbeid, opdat hij naar den eisch worde verricht, deugdelijke en ernstige voorbereiding onmisbaar moet worden geacht; een voorbereiding, die deels een wetenschappelijk karakter dragen moet, omdat 't aankomt en op algemene sociologische ontwikkeling en op bekendheid met velerlei wetgeving en op geschiedkundige bestudeering van verschillende vraagstukken; maar die voor een zeker niet geringer deel - dit worde met nadruk gezegd - praktisch wezen moet, bestaande in oefenende deelneming aan den tot levenstaak gekozen arbeid onder deskundige en wegwijzende leiding."
De opleiding werd naast Muller-Lulofs, Mercier en Kerdijk vormgegeven door onder anderen Henriette van der Mey en Emilie Knappert. Het had als doel om een opleiding aan te bieden die zowel theoretisch als praktijk gericht was. De leerlingen werden opgeleid om zich in dienst te stellen van de gemeenschap waarvoor zedelijke en sociale vorming tijdens de opleiding noodzakelijk was.
Aanvankelijk duurde de opleiding twee jaar, maar dat werd uitgebreid naar drie jaar. De eerste twee jaren van de opleiding werden besteed aan algemene sociale kennis met vakken als economie, recht, psychologie en volksopvoeding. Daarnaast werden ook praktische schoolvakken zoals fröbelen, slöjd, spelleiding en verstelnaaien geboden. Om de leerlingen voor te bereiden op het werkveld, werden in het eerste schooljaar onder meer het Museum van het Gevangeniswezen, een tuchtschool, een Fröbelschool en een weeshuis bezocht. In het tweede schooljaar kwam er een grote focus op armenverzorging.
De beroepsopleiding bood bij de oprichting vier studierichtingen aan: het opzichterschap over arbeiderswoningen, kinderzorg, armenzorg en volksopvoeding (ook wel Toynbee-werk genoemd). Later werd ook opzichterschap in fabrieken hieraan toegevoegd. In september 1899 startten de eerste leerlingen met de opleiding.

### Maatschappelijke veranderingen
De oprichting van de school gebeurde in een periode waarin vele maatschappelijke veranderingen plaatsvonden, waaronder de totstandkoming van de woningwet, leerplichtwet, gezondheidswet, ongevallenwet en de kinderwetten die allen in 1901 officieel werden ingevoerd.

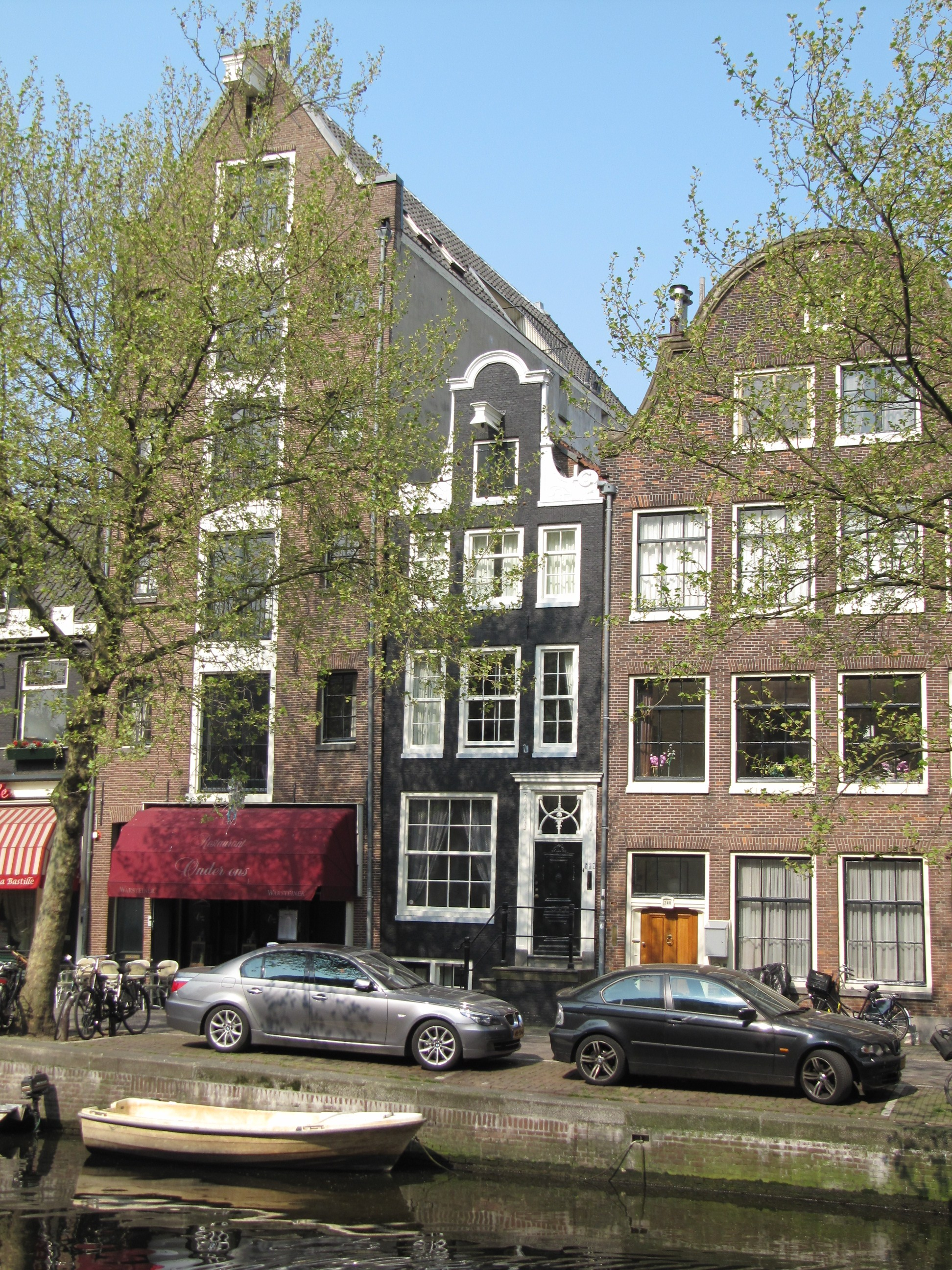
Van links naar rechts: Lijnbaansgracht 245, 246, 247 en 248

In 1903 werd de naam van Opleidingsinrichting voor Socialen Arbeid veranderd naar School voor Maatschappelijk Werk. Dit was naar aanleiding van de spoorwegstakingen en de associatie van 'sociaal' met 'socialisme'. Vanwege het kleine leerlingenaantal werd de school een jaar gesloten. Muller-Lulofs schreef in 1903 het pamflet De opleiding der vrouw voor maatschappelijk werk:
“Waar zijn de krachten, die, economisch behoorlijk onderlegd, zich bewust van den grooten samenhang der dingen, in staat zijn een onderzoek in te stellen naar woningtoestanden, sweatingsysteem, huisindustrie; een onderzoek zoo noodig tot ’t verzamelen van feiten-materiaal, dat aan iedere poging tot sociale hervorming vooraf moet gaan, om door de rechte kennig der oorzaken, die tot wantoestanden hebben geleid, de gevolgen daarvan in de toekomst voorkomen?
Waar zijn de krachten, die, nu we al de gevolgen eener geheel onvoldoende sociale wetgeving thans nog te verzachten hebben, philanthropie weten uit te oefenen op een wijze, die den arbeider verheft in plaats van hem te vernederen; een philanthropie, die niet ophoudt zichzelf te herinneren aan de waarheid, dat materieele steun nooit het doel mag zijn, maar slechts een middel om hooger doeleinden te bereiken?”  
In 1904 heropende de school. Datzelfde jaar stopte directrice Elisabeth Boissevain met haar werk, omdat zij ging trouwen, en werd haar taak overgenomen door S. Lefébure. Het jaar daarna verhuisde de opleiding naar een bovenhuis aan de Lijnbaansgracht 247.
De minimale leeftijd van de leerlingen was op dat moment 23 jaar. Gedacht werd dat jongere leerlingen niet voldoende levenservaring zouden hebben en het werk niet aan zouden kunnen. Tegelijkertijd werd gevreesd dat leerlingen tegen dat ze de leeftijd van 23 hadden bereikt reeds een andere opleiding of beroep hadden gekozen. De leeftijdsgrens werd in 1903 verlaagd, mits de leerling in het bezit was van een H.B.S. diploma. Leerlingen jonger dan 23 moesten wel een voorbereidende cursus van twee jaar volgen om met de opleiding te mogen starten. Later werd de minimumleeftijd verlaagd naar 19 jaar. In 1909 werd directrice Lefébure vervangen door Josephine van Anrooy die tot 1914 directrice bleef.

### Nieuw schoolgebouw

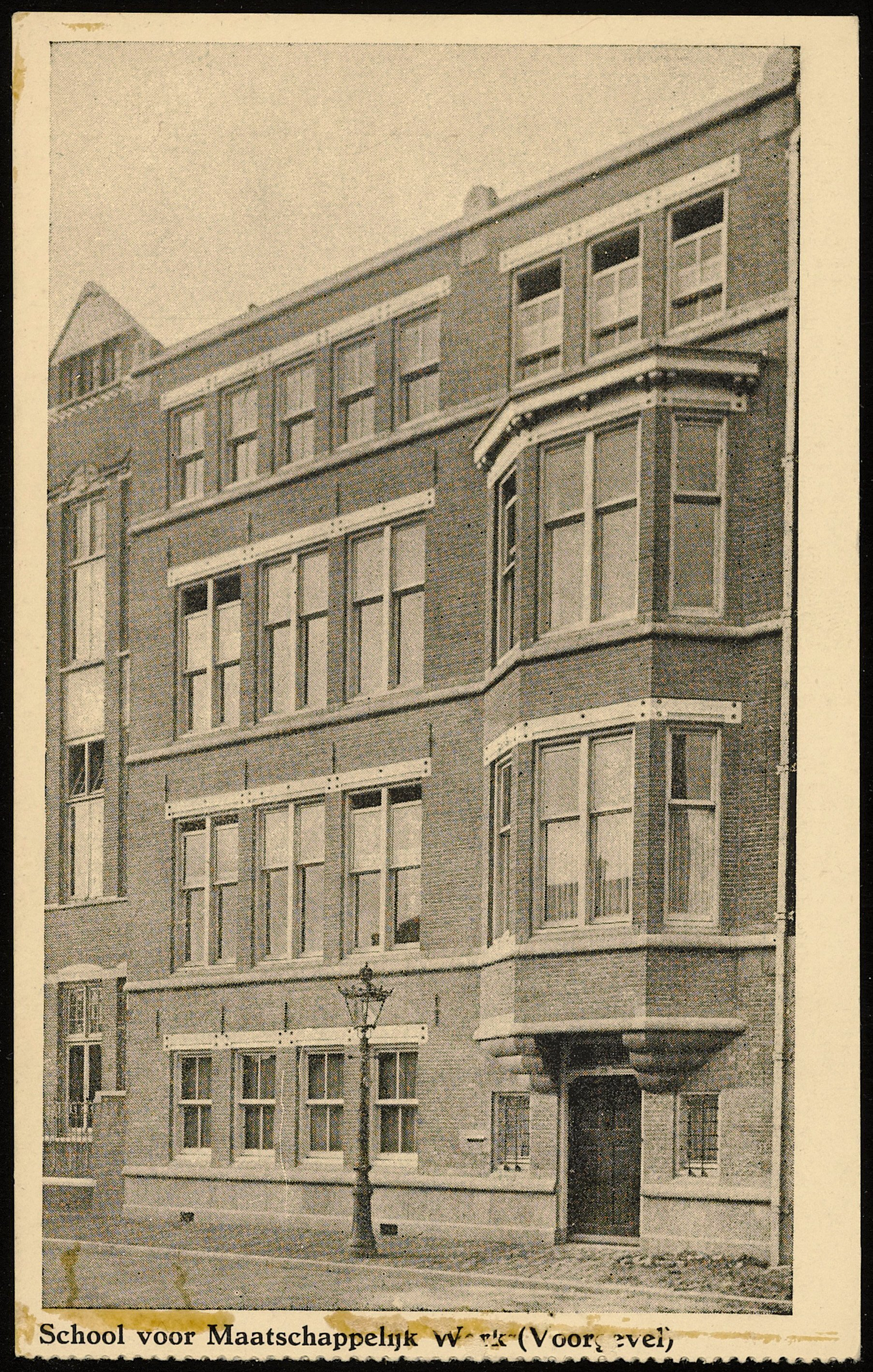
Pieter de Hoochstraat 78

Aangezien het niet mogelijk was een geschikte locatie te vinden, besloot het bestuur een nieuw schoolgebouw te laten bouwen. In 1912 opende het schoolgebouw aan de Pieter de Hoochstraat 78 in Amsterdam. Emilie Knappert was niet blij met de locatie van het pand. Zij was van mening dat de school in een volksbuurt zou moeten zijn en niet in een 'rijke-lui-buurt'. Het was echter wegens plaatsgebrek onmogelijk een locatie te vinden in de oude binnenstad.

In 1914 en 1915 was G. Mirandolle directrice, zij werd in 1915 opgevolgd door Knappert. Onder leiding van haar voorgangster Josephine van Anrooy had de opleiding een sterke intellectuele basis gekregen. Door Knappert werd de focus van de opleiding meer verschoven naar de praktijk. Zo werd er onder meer hulp geboden aan Belgische vluchtelingen tijdens de Eerste Wereldoorlog en werden sinterklaasgeschenken gemaakt voor kinderen in Drentse buurthuizen (huizen voor volksopvoeding). In diezelfde periode werd het schoolaanbod verbreed, onder meer met een cursus voor werksters in vakantiekolonies en volkshuiswerksters, en met een jaarcursus voor opzichters voor Gemeentelijke woningen bij de Amsterdamse Woningdienst. Tijdens de Eerste Wereldoorlog werd een internaat opgericht zodat leerlingen een goedkope woongelegenheid hadden.

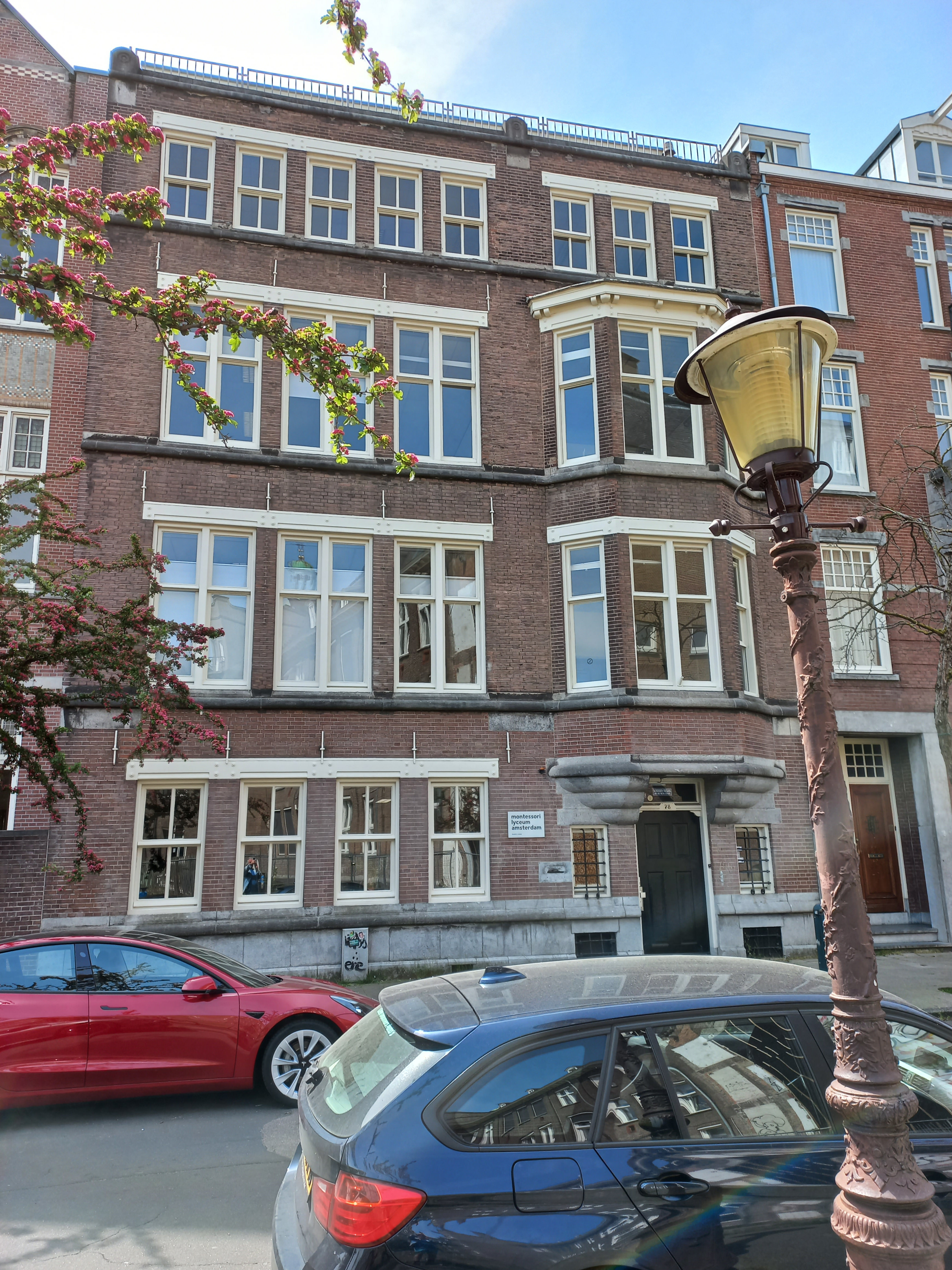
Pieter de Hoochstraat 78

Ook in deze periode vonden veel maatschappelijke veranderingen plaats. Zo was er de invoering van de achturige werkdag (1919) en werd het algemeen kiesrecht (1917) en vrouwenkiesrecht (1919) ingevoerd. Daarnaast werden grote bouwverenigingen opgericht en groeide het aantal personen dan was aangesloten bij een vakvereniging. Hierdoor kwam er een grotere verbinding tussen het maatschappelijk werk en de arbeidersbeweging.
Vanaf 1920 werden ook andere opleidingen sociaal werk opgericht, deze hadden in tegenstelling tot de School voor Maatschappelijk Werk een religieuze basis. Tot 1921 werd de school gefinancierd met giften. Om minderbedeelde studenten te kunnen laten studeren, werd het honorarium van de directrice beschikbaar besteld. Vanaf 1921 werd de school ingedeeld bij de Nijverheidsscholen en ontving het subsidie van de staat.

### Vernieuwingen
In 1926 kwam de school onder leiding te staan van Marinus Jan Adriaan Moltzer. Moltzer was de eerste mannelijke directeur van de school en werd bijgestaan door adjunct-directrice Jeanne Löhnis. Onder leiding van Moltzer werd getracht de opleiding voor kraamverzorgsters te koppelen aan de school, maar zonder resultaat. Wel werd de opleidingscursus voor wijkverpleegkundigen aan het opleidingsaanbod toegevoegd. Daarnaast werd het verder uitgebreid met een cursus voor gevangenispersoneel, diverse raden van arbeid en personeel van het Bureau voor Maatschappelijke Steun. Ook voor medici, juristen en theologen werd het sociale aspect van hun werk belangrijker. Zij konden aan de school een cursus volgen voor sociale vorming.
Tegen 1939 waren de afstudeerrichtingen Maatschappelijk Hulpbetoon (voorheen armenzorg), woningopzicht, kinderverzorging en kinderbescherming, Volksontwikkeling en jeugdwerk (voorheen Toynbee-werk), arbeidszaken en sociaal hygiënische arbeid. Omdat de opleiding tot dan toe nog bijna volledig was gericht op vrouwen, werd er voor het schooljaar 1940-1941 een opleidingsaanbod gecreëerd voor mannelijke studenten. Daarnaast werd de opleidingsduur verlengd naar 3,5 jaar.
In 1946 trad Moltzer af als directeur en werd opgevolgd door Jan Floris de Jongh. Bij het vijftigjarig bestaan van de school in 1949 had de school 250 leerlingen, waarvan 15 mannen. Gedacht werd dat mannen niet kozen voor het beroep van sociaal werker, aangezien het salaris niet erg hoog was.

### Reorganisatie

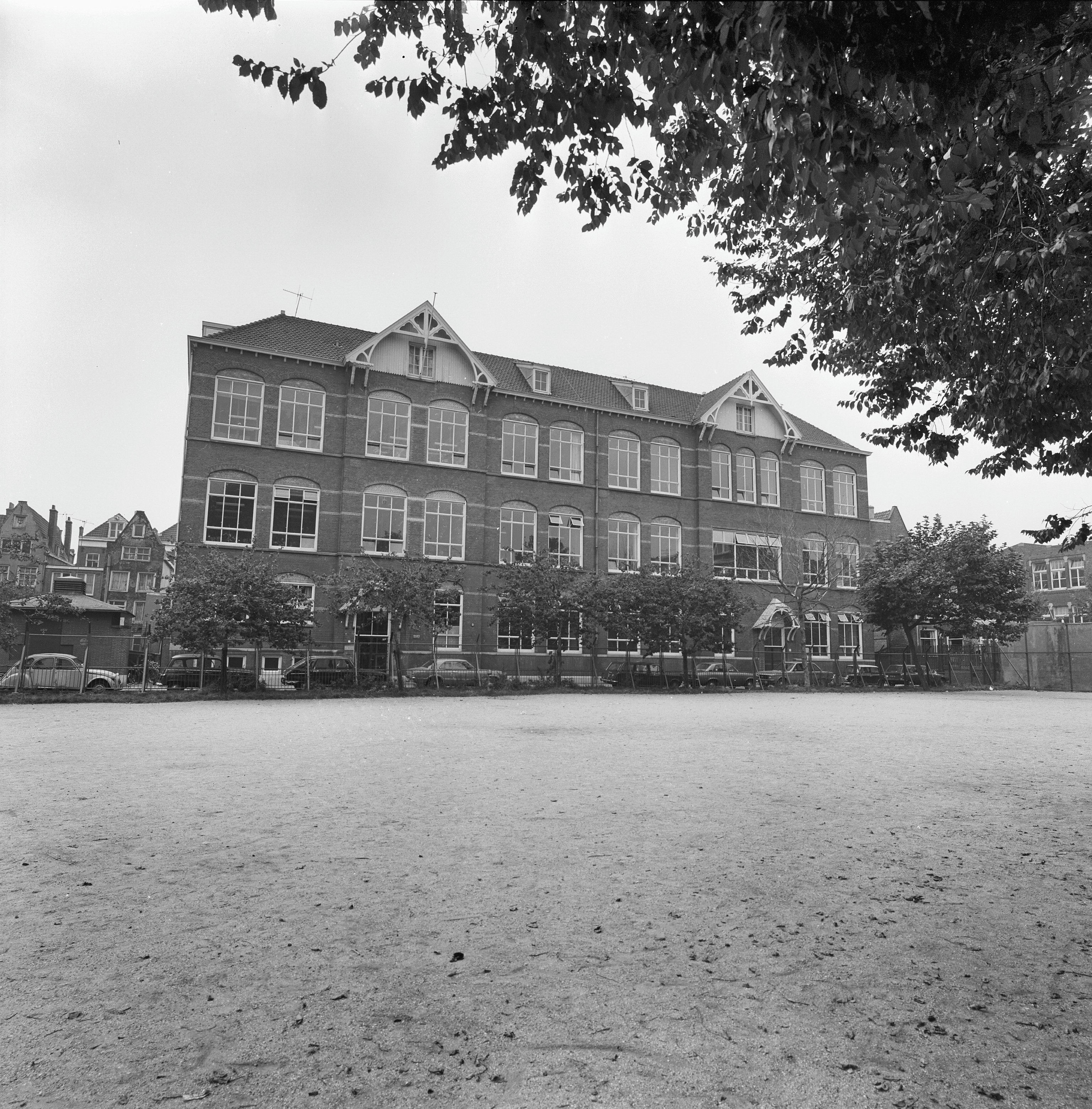
Karthuizerplantsoen

In 1957 verhuisde de school naar een gebouw aan het Karthuizerplantsoen. Het oude gebouw aan de Pieter de Hoochstraat 78 werd een Gemeentelijke Kweekschool voor Kleuterleidsters. In 1960 kwamen scholen voor de opleiding sociaal werk bekend te staan als sociale academies. Voor de School voor Maatschappelijk Werk in Amsterdam werd deze naam in 1959 al aangepast naar Sociale Academie de Karthuizer. Naast de naam werd ook de opleiding gereorganiseerd. Naast maatschappelijk werk werden ook de studierichtingen cultureel werk en arbeidsvraagstukken als afstudeerrichtingen toegevoegd. Nog altijd was het aantal mannelijke leerlingen betrekkelijk laag, door de naamsverandering en reorganisatie hoopte de school meer mannelijke leerlingen aan te trekken.
In 1964 verliet Jan Floris de Jongh zijn functie als directeur nadat hij een baan voor de United Nations Research Insitute for Social Development in Genève had geaccepteerd. De Jongh werd opgevolgd door Alexander Pieter (Lex) Noyon die vanaf 1961 reeds als adjunct-directeur actief was.

### Onderwijshervormingen
Het einde van de jaren zestig werd gekenmerkt door een democratisering van het onderwijs. In 1966 trad Noyon af als directeur en werd opgevolgd door L.C. Viëtor. In 1971 besloten 39 leerlingen de opleiding te verlaten door hun onvrede over de afstudeerrichting cultureel werk. Volgens directeur Viëtor en adjunct-directeur Kemner hadden andere sociale academies een specifieke maatschappijvisie of ideologische grondslag, wat sommige leerlingen meer aansprak. De sociale academie in Amsterdam gaf echter de voorkeur aan een brede maatschappijvisie, aangezien de leerlingen zelf ook verschillende maatschappelijke en ideologische visies hadden.
In de jaren tachtig vonden er verdere onderwijshervormingen plaats en werd de opleiding sociaal werk opgenomen als faculteit binnen multisectorale hogescholen. De sociale academie Karthuizer ging in 1987 op in Hogeschool van Amsterdam (faculteit Sociaal-Agogische Opleidingen) waardoor de school ophield te bestaan.

## Oud-leraren
- Johannes Diderik Bierens de Haan[15]
- Hendrik Lodewijk Drucker
- Adriaan Gerhard
- Johannes Hermanus Gunning
- Johanna Clementina Hudig
- Arnold Kerdijk
- Emilie Knappert
- Jan Kruseman
- Liesbeth Ribbius Peletier
- Pieter Lodewijk Tak
- Willem Treub
- Louise Went

## Alumni
- Wilhelmina Carolina Blomberg
- Erik Jan Harmens
- Han Koch
- Dina Sanson

## Schoolgebouw Pieter de Hoochstraat 78

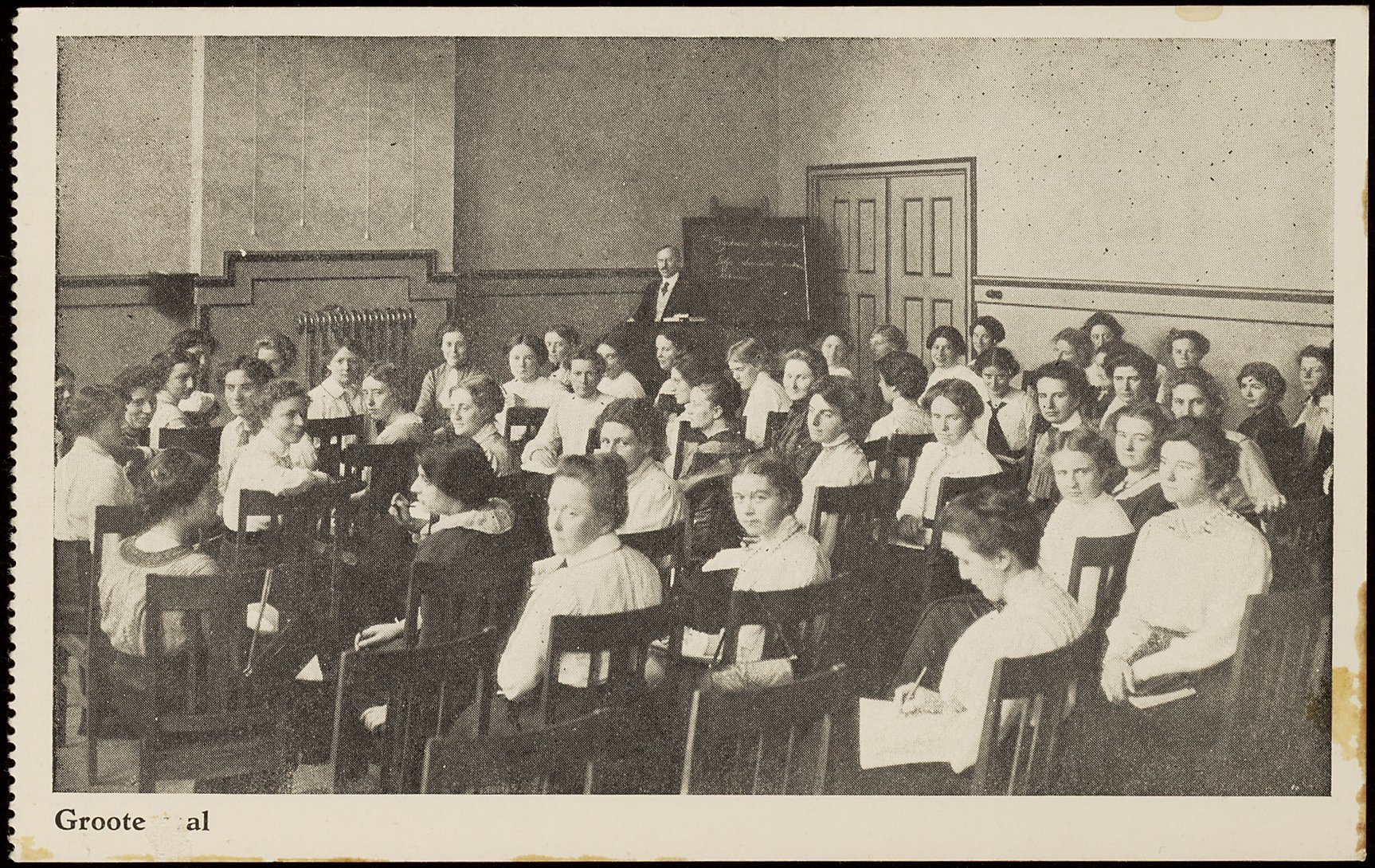
Grote zaal
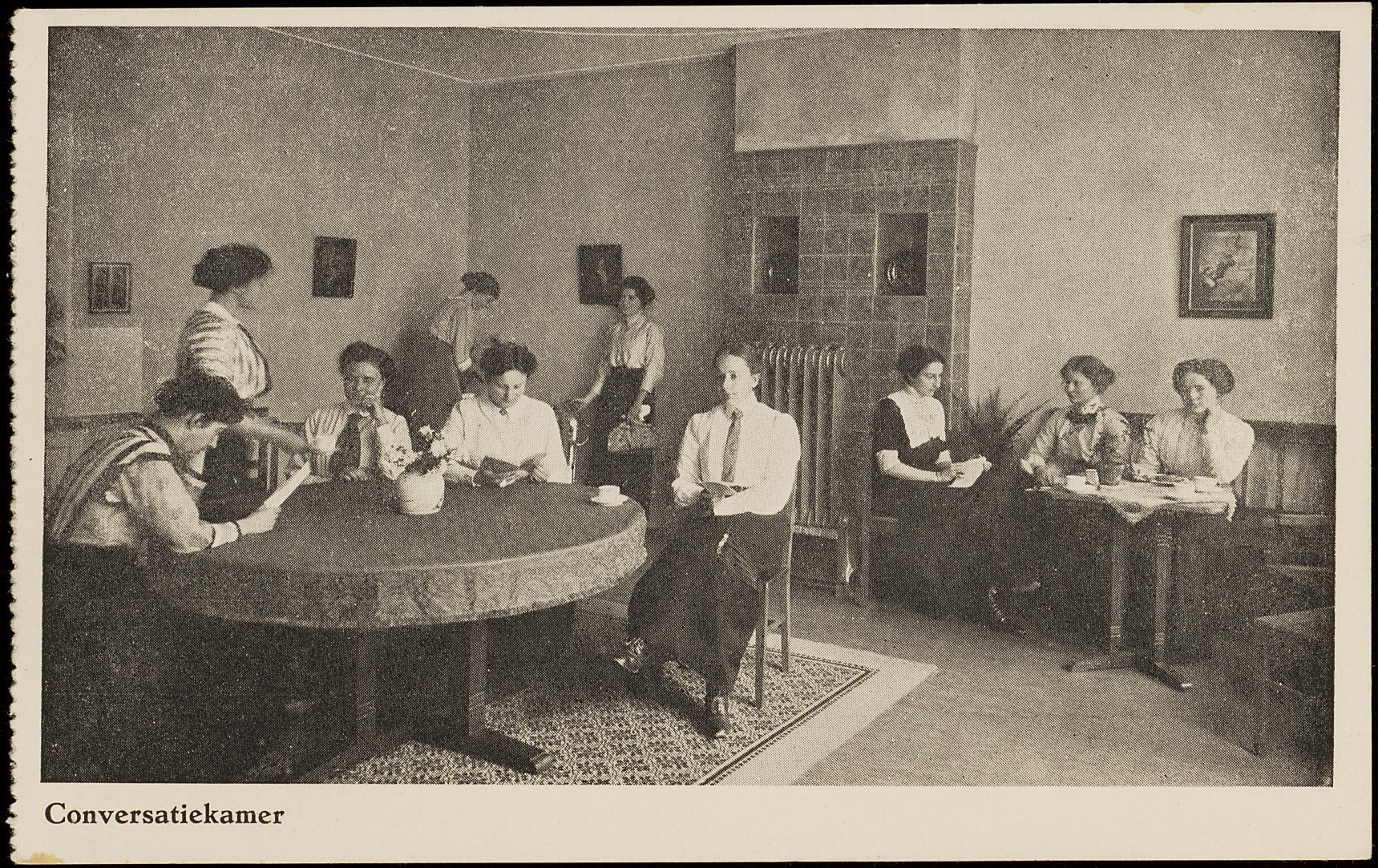
Cursuskamer
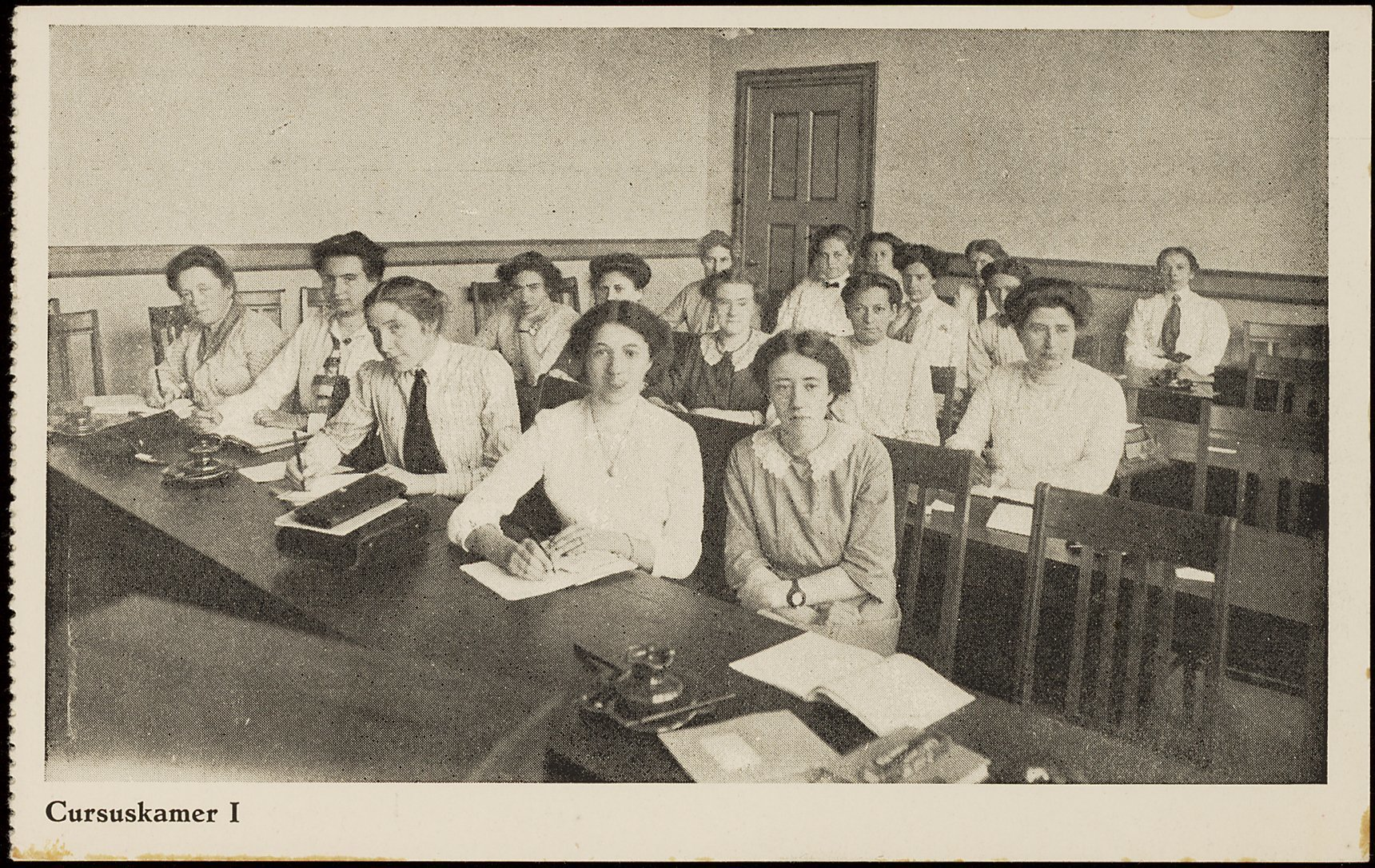
Cursuskamer II
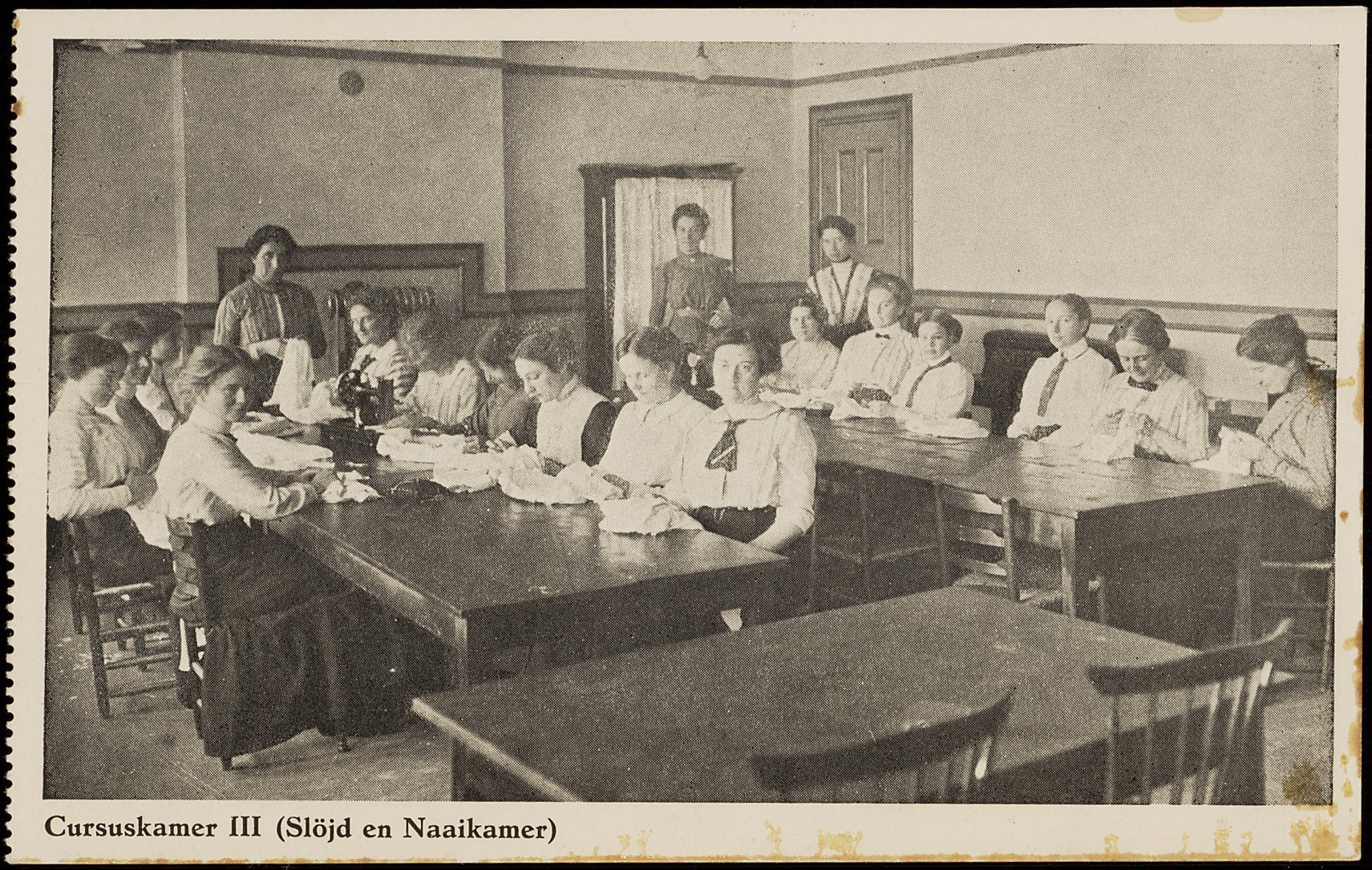
Cursuskamer III: Slöjd- en naaikamer
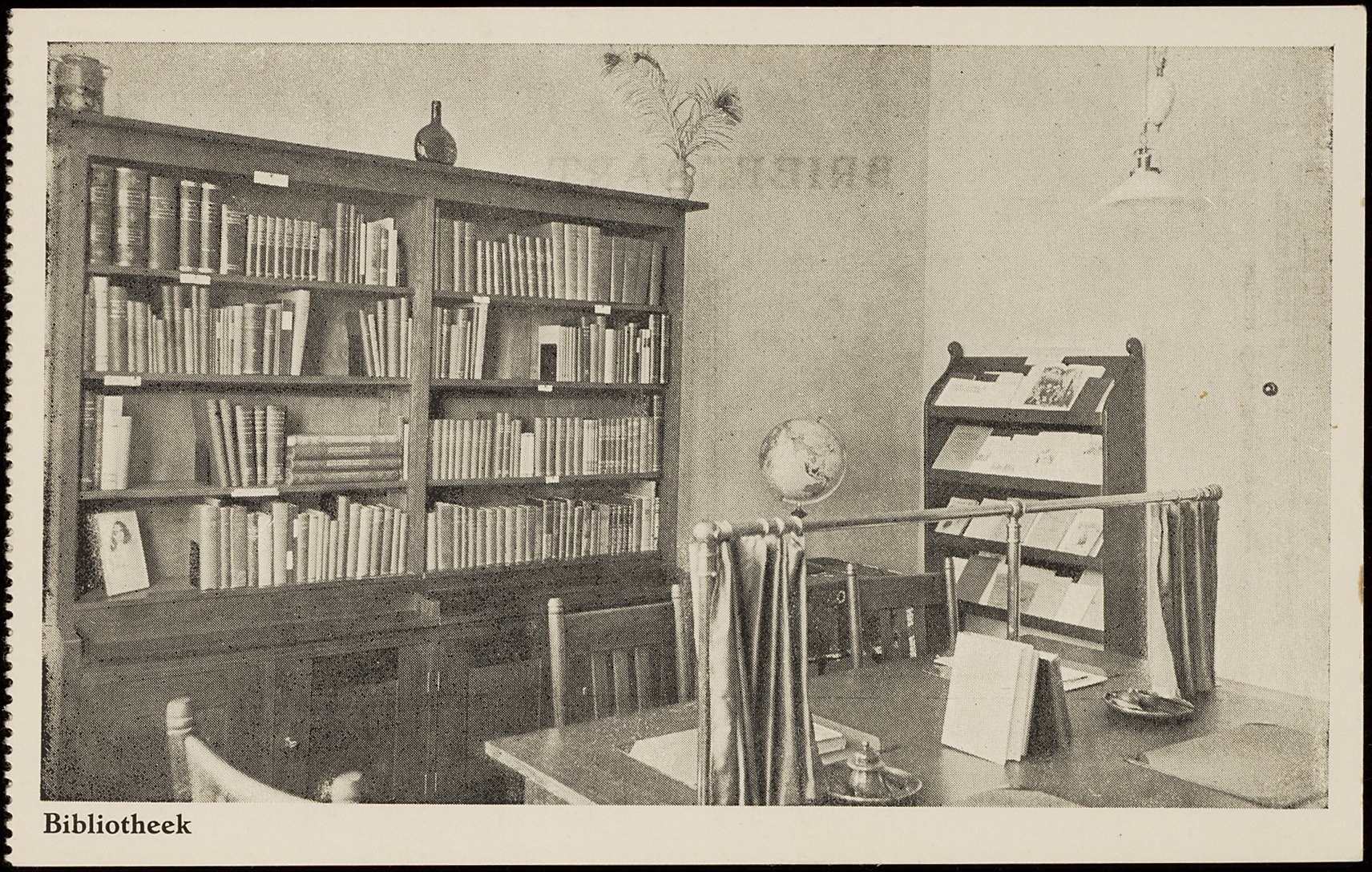
Bibliotheek
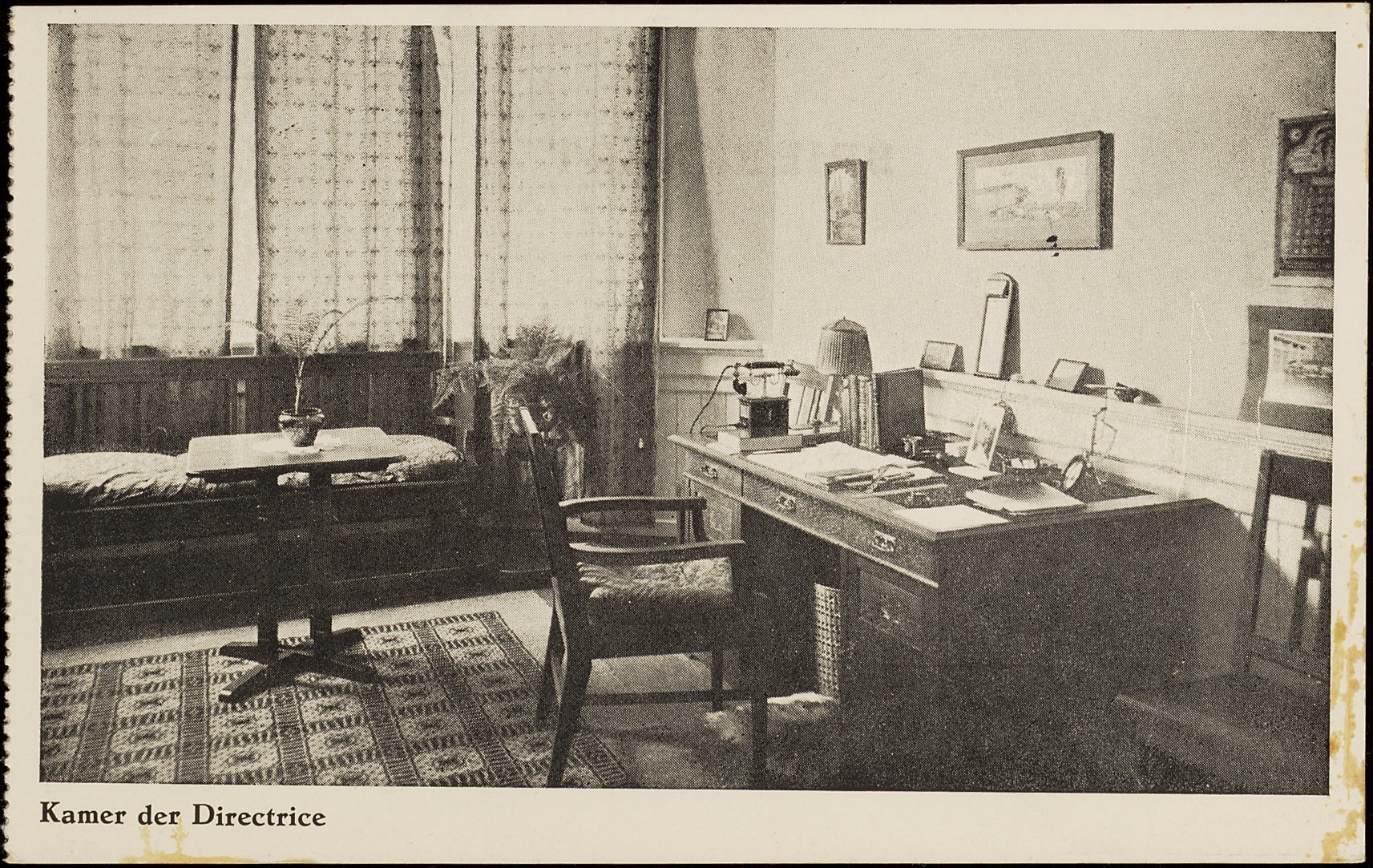
Kantoor van de directie